# Vízesés-feletti-sziklaeresz
A Vízesés-feletti-sziklaeresz a Duna–Ipoly Nemzeti Parkban lévő Visegrádi-hegységben, Dömös területén található egyik barlang.

## Földrajzi helyzet
A sziklaeresz a Rám-szakadék nagy vízesése felett, a vízfolyással szemben haladva a bal oldalon, egy beöblösödésben található, a jelenlegi patakszint felett körülbelül 2,5 méterrel. Mellette két kisebb fülke is látható.

## Leírás
A szélessége 3,5 méter, a magassága másfél méter és a hossza 2,6 méter. A bejárata dél felé néz. A barlang előtt egy-másfél méter magas párkány húzódik. A sziklaeresz eső elől menedékül, esetleg bivakolásra is szolgálhat.
A sziklaereszt egy régebbi patakszinten a vízfolyás oldalazó eróziója hozta létre.

## Kutatástörténet
1997-ben Gönczöl Imréék térképezték fel és írták le. A 2001. november 12-én elkészült, Magyarország nemkarsztos barlangjainak irodalomjegyzéke című kézirat barlangnévmutatójában szerepel a Vízesés-feletti-sziklaeresz. A barlangnévmutatóban meg van említve 1 irodalmi mű, amely foglalkozik az üreggel. A 366. tétel nem említi, a 365. tétel említi.
A 2014. évi Karsztfejlődésben megjelent tanulmányban az olvasható, hogy a Visegrádi-hegység 101 barlangjának egyike a Dömösön található Vízesés-feletti-sziklaeresz, amely 2,8 m hosszú és 1,3 m magas.